# تراماتسا
تراماتسا (به ایتالیایی: Tramatza) یک کومونه در ایتالیا است که در استان اریستانو واقع شده‌است.

## خصوصیات
تراماتسا ۱۶٫۸ کیلومترمربع مساحت و ۱٬۰۰۷ نفر جمعیت دارد و ۱۹ متر بالاتر از سطح دریا واقع شده‌است.